# Gräfrath
Gräfrath is een stadsdeel van Solingen in Noordrijn-Westfalen. Door de aanwezigheid van het augustijnenklooster dat van de 12de tot de 19de eeuw bestond was Gräfrath lange tijd een van de belangrijkste steden van het Bergse Land. Met zijn goedbewaarde Altstadt behoort de kern van Gräfrath tot de 56 best bewaarde stadskernen van Noordrijn-Westfalen.

## Geschiedenis
In 1956 kreeg Gräfrath stadsrechten en telde toen zo'n 5.000 inwoners. In 1929 werd de stad samen met de naburige steden Solingen, Höhscheid, Ohligs en Wald verenigd tot de grootstad Solingen. In tegenstelling tot het centrum van Solingen, dat in de Tweede Wereldoorlog bijna volledig verwoest werd kwam Gräfrath grotendeels ongeschonden uit de oorlog.